# Нотр-Дам-де-л’Эпин
Базилика Нотр-Дам-де-л'Эпин (фр. Basilique Notre-Dame de l'Épine), также Базилика Богоматери Торнской — римско-католическая базилика в небольшом поселении Л'Эпин, Марна, недалеко от Шалон-ан-Шампани и Вердена. Базилика служит одним из ярких архитектурных сооружений в готическом стиле.

## История
Строительство началось около 1405-1406 годов и продолжалось до 1527 года. Собор Нотр-Дам-де-л'Эпин, возведенный в ранг базилики с 1914 года, получил свое название от найденной статуи Девы Марии с Младенцем Иисусом. Согласно легенде XVII-го века, которая с тех пор стала популярной, статуя была найдена пастухами в средние века в горящем терновом кусте. Базилика имеет размеры собора и построена в готической архитектурной традиции. Фасад имеет три портала и увенчан двумя шпилями. Правый шпиль высотой 55 метров (180 футов). Левый шпиль был выровнен в 1798 году, что позволило установить телеграф Клода Шаппа. Он был перестроен в 1868 году.
Базилика была классифицирована как исторический памятник в 1840 году. В 1998 году она была включена в Список всемирного наследия ЮНЕСКО под названием «Дороги в Сен-Жак-де-Компостела во Франции». Нотр-Дам-де-л'Эпин всегда поражал путешественников и вдохновлял писателей, особенно Виктора Гюго, Александра Дюма, Жориса Карла Гюисманса, Поля Клоделя и Поля Фора.

## Обстановка
Базилика украшена скульптурами горгулий. Внутри можно полюбоваться крестной перегородкой конца XV века. В правой сводчатой галерее находится статуя Девы Марии, принесшая базилике её славу.
Статуи базилики: Пресвятой Девы Марии (около 1300 года), Сидящей Девы (XV-го века) и Святого Жака в лесу (XVII-го века). Алтари датируются 1542 годом, а заслоны XVII-ым веком. Кафедра и корпус органа датируются XVI-ым веком. Кафедра украшена восемью апостолами и семью языческими богами (надписи добавлены в 1825 году отцом Бриссоном). Орган хора из Мерклина. Витражи XIX-го и XX-го веков производились в основном домом Шампинье.

## Галерея
- Горгулья базилики
- Статуя Девы Марии Торнской
- Вид на хор
- Одна из картин
- Свод
- Лекторий
- Неф
- Аэрофотоснимок, сделанный в 1914 году
- Скульптура, отображающая погребение Христа
- Процессия на витраже
- Орган хора
- Орган XVI века
- Храм в 1847 году
- Южный портал
- Портал
- Надпись на входе рядом с порталом
- Одна из гаргуль
- Одна из скульптур базилики
- Иллюминация
- Главный алтарь
- Рельеф и каменная надпись на южном фасаде